# Culture de Starčevo
La culture de Starčevo ou Starceviens est une culture archéologique néolithique d'Europe de l'Est et des Balkans datée entre 6200 et 5600 av. J.-C.
Elle tire son nom de Starčevo, une localité de Serbie située sur la rive du Danube, en face de Belgrade. Elle précède la culture de Vinča.

## Développement
La culture de Starčevo (STA) du début du néolithique a joué un rôle majeur dans la néolithisation de l'Europe du Sud-Est. Elle s'étendit de la Serbie actuelle à la partie occidentale du bassin des Carpates, englobant les régions actuelles du nord de la Croatie et du sud-ouest de la Hongrie (environ 6000 à 5400 av. J.-C.). La plus ancienne culture rubanée (LBK) apparaît au milieu du VIe millénaire av. J.-C. Elle coexiste avec la culture de Starčevo en Transdanubie pendant environ 100 à 150 ans. Des recherches archéologiques ont décrit une zone d’interaction entre des groupes autochtones de chasseurs et de cueilleurs et des agriculteurs de l’extrême nord de la culture de Starčevo en Transdanubie, qui aurait pu donner naissance à la culture rubanée.

## Populations
La culture de Starčevo présente une très forte discontinuité vis-à-vis des cultures de chasseurs-cueilleurs qui la précédaient. Ainsi, les très basses fréquences des lignées de chasseurs-cueilleurs dans les ensembles d'échantillons étudiés indiquent que l'arrivée de l'agriculture dans le bassin des Carpates et en Europe centrale s'est accompagnée d'une forte réduction du substratum d'ADNmt mésolithique actuellement connu, donnant lieu à une composition distincte et contrastée d'un haplogroupe d'ADNmt.et des différences significatives entre les chasseurs-cueilleurs et les premiers agriculteurs.
Quelques échantillons humains de la culture de Starčevo ont été étudiés : en 2015, parmi les cinq spécimens étudiés, trois individus appartiennent à l'haplogroupe F* (M89) et deux spécimens peuvent être attribués à l'haplogroupe G2a2b (S126) et un à G2a (P15) et à I2a1 (P37.2).
En 2017, dans quatre échantillons (Lipson et al., 2017), trois haplogroupes Y différents ont été trouvés : H2, qui est commun chez les peuples de langue dravidienne de l'Inde, au Pakistan et en Roumanie, G2a2a1 et G2a2b2b1a, qui sont courants au Caucase et en Iran. L'haplogroupe G2a s'est révélé être le groupe dominant parmi les premiers agriculteurs du Néolithique qui migrèrent d'Anatolie vers l'Europe entre -7000 et -4000.
On a également trouvé quatre différentes lignées d'ADN mitochondrial : T1a, N1a1a1, K1a4 et W5. Toutes les lignées masculines et féminines correspondent à celles trouvées chez les premiers agriculteurs européens du néolithique.
Les données génomiques confirment l'homogénéité génétique des premiers agriculteurs européens sur de grandes distances géographiques.